# 17e législature de la Saskatchewan
La 17e législature de la Saskatchewan est élue lors des élections générales d'octobre 1971. L'Assemblée siège du 28 juin 1971 au 13 mai 1975. Le Nouveau Parti démocratique est au pouvoir avec Allan Blakeney à titre de Premier ministre.
Le rôle de chef de l'opposition officielle est assumé par Ross Thatcher du Parti libéral jusqu'à sa mort en juillet 1971. David Steuart en décembre 1971.
Frederick Arthur Dewhurst (en) sert comme président de l'Assemblée durant la législature.

## Membres du Parlement
Les membres du Parlement suivants sont élus à la suite de l'élection de 1971 :
|  | Circonscription électorale | Membre                            | Parti         |
|  | -------------------------- | --------------------------------- | ------------- |
|  | Arm River                  | Donald Leonard Faris              | Néo-démocrate |
|  | Assiniboia-Bengough        | David Hadley Lange                | Néo-démocrate |
|  | Athabasca                  | Allan Ray Guy                     | Libéral       |
|  | Biggar                     | Elwood Lorrie Cowley              | Néo-démocrate |
|  | Cannington                 | Thomas Milton Weatherald          | Libéral       |
|  | Canora                     | Al Matsalla                       | Néo-démocrate |
|  | Cut Knife                  | Miro Kwasnica                     | Néo-démocrate |
|  | Elrose                     | Hayden William Owens              | Néo-démocrate |
|  | Gravelbourg                | Reginald John Gross               | Néo-démocrate |
|  | Hanley                     | Paul Peter Mostoway               | Néo-démocrate |
|  | Humboldt                   | Edwin Laurence Tchorzewski        | Néo-démocrate |
|  | Kelvington                 | Neil Erland Byers                 | Néo-démocrate |
|  | Kerrobert-Kindersley       | Alex Taylor                       | Néo-démocrate |
|  | Last Mountain              | Gordon S. MacMurchy               | Néo-démocrate |
|  | Lumsden                    | John Gary Lane                    | Libéral       |
|  | Maple Creek                | Gene Flasch                       | Néo-démocrate |
|  | Meadow Lake                | Henry Ethelbert Coupland          | Libéral       |
|  | Melfort-Kinistino          | Arthur Thibault                   | Néo-démocrate |
|  | Melville                   | John Russell Kowalchuk            | Néo-démocrate |
|  | Milestone                  | Cyril Pius MacDonald              | Libéral       |
|  | Moose Jaw North            | Donald Forrest MacDonald          | Libéral       |
|  | Moose Jaw South            | Gordon Taylor Snyder              | Néo-démocrate |
|  | Moosomin                   | Ernest Franklin Gardner           | Libéral       |
|  | Morse                      | Wilbert Ross Thatcher             | Libéral       |
|  | Nipawin                    | John Kristian Comer               | Néo-démocrate |
|  | Notukeu-Willow Bunch       | Allen Willard Engel               | Néo-démocrate |
|  | Pelly                      | Leonard Larson                    | Néo-démocrate |
|  | Prince Albert East         | Mike Feschuk                      | Néo-démocrate |
|  | Prince Albert West         | David Gordon Steuart              | Libéral       |
|  | Qu'Appelle-Wolseley        | Terry Lyle Hanson                 | Néo-démocrate |
|  | Redberry                   | Demitro (Dick) Wasyl Michayluk    | Néo-démocrate |
|  | Regina Albert Park         | Kenneth Roy MacLeod               | Libéral       |
|  | Regina Centre              | Allan Emrys Blakeney              | Néo-démocrate |
|  | Regina Lakeview            | Donald Mighton McPherson          | Libéral       |
|  | Regina North East          | Walter Smishek                    | Néo-démocrate |
|  | Regina North West          | Edward Charles Whelan             | Néo-démocrate |
|  | Regina Wascana             | Henry Harold Peter Baker          | Néo-démocrate |
|  | Regina Whitmore Park       | Gordon Burton Grant               | Libéral       |
|  | Rosetown                   | George Fredrick Loken             | Libéral       |
|  | Rosthern                   | David Boldt                       | Libéral       |
|  | Saltcoats                  | Ed Kaeding                        | Néo-démocrate |
|  | Saskatoon City Park        | Beverly Milton Dyck               | Néo-démocrate |
|  | Saskatoon Mayfair          | John Edward Brockelbank           | Néo-démocrate |
|  | Saskatoon Nutana Centre    | Wesley Albert Robbins             | Néo-démocrate |
|  | Saskatoon Nutana South     | Herman Rolfes                     | Néo-démocrate |
|  | Saskatoon Riversdale       | Roy John Romanow                  | Néo-démocrate |
|  | Saskatoon University       | John Guyon Richards               | Néo-démocrate |
|  | Shaunavon                  | Allan Roy Oliver                  | Néo-démocrate |
|  | Shellbrook                 | George Reginald Anderson Bowerman | Néo-démocrate |
|  | Souris-Estevan             | Russell Brown                     | Néo-démocrate |
|  | Swift Current              | Everett Irvine Wood               | Néo-démocrate |
|  | The Battlefords            | Eiling Kramer                     | Néo-démocrate |
|  | Tisdale-Kelsey             | John Rissler Messer               | Néo-démocrate |
|  | Touchwood                  | Frank Meakes                      | Néo-démocrate |
|  | Turtleford                 | Michael Feduniak                  | Néo-démocrate |
|  | Wadena                     | Frederick Arthur Dewhurst         | Néo-démocrate |
|  | Watrous                    | Donald William Cody               | Néo-démocrate |
|  | Weyburn                    | James Auburn Pepper               | Néo-démocrate |
|  | Wilkie                     | Joseph Clifford McIsaac           | Libéral       |
|  | Yorkton                    | Irving Wensley Carlson            | Néo-démocrate |

Notes

## Représentation
| Parti                    | Parti                      | Membres |
|                          | Nouveau Parti démocratique | 45      |
|                          | Libéral                    | 15      |
| Total                    | Total                      | 60      |
| Gouvernement majoritaire | Gouvernement majoritaire   | 30      |

Notes

## Élections partielles
Des élections partielles peuvent être tenues pour remplacer un membre pour diverses raisons :
| Circonscription | Député élu             | Parti                      | Date de scrutin   | Motif                                      |
| --------------- | ---------------------- | -------------------------- | ----------------- | ------------------------------------------ |
| Morse           | John Edward Niel Wiebe | Libéral                    | 1er décembre 1971 | WR Thatcher meurt en juillet 1971          |
| Souris-Estevan  | Kim Thorson            | Nouveau Parti démocratique | 1er décembre 1971 | R Brown meurt en octobre 1971              |
| Athabasca       | Allan Ray Guy          | Libéral                    | 27 septembre 1972 | Les résultats des élections sont invalidés |
| Regina Lakeview | Edward Cyril Malone    | Libéral                    | 5 décembre 1973   | DM McPherson meurt en septembre 1973       |

Notes